# Dan Dailey
Daniel James Dailey Jr. (Nova Iorque, 14 de dezembro de 1915 - Los Angeles, 16 de outubro de 1978) foi um ator e dançarino estadunidense. Ele é mais lembrado por uma série de musicais populares que protagonizou na 20th Century Fox como ...E os Anos Passaram (1947). Ele também foi indicado ao Oscar de melhor ator por seu papel em Quando o Amor Sorri (1948).

## Prêmios
| Ano  | Prêmio        | Categoria                                                            | Resultado |
| ---- | ------------- | -------------------------------------------------------------------- | --------- |
| 1949 | Oscar         | Melhor Ator por Quando o Amor Sorri                                  | Indicado  |
| 1951 | Globo de Ouro | Melhor Ator em Comédia ou Musical por O Azar de um Valente           | Indicado  |
| 1970 | Globo de Ouro | Melhor ator em série TV – Comédia ou musical por The Governor & J.J. | Indicado  |